# Proix
Proix település Franciaországban, Aisne megyében. Lakosainak száma 144 fő (2022. január 1.). Proix Guise, Macquigny, Noyales és Vadencourt községekkel határos.

## Népesség
A település népességének változása:
| Lakosok száma | 176  | 152  | 140  | 143  | 151  | 148  | 144  | 142  | 142  | 144  |
|               | 1968 | 1982 | 1990 | 2006 | 2013 | 2015 | 2017 | 2019 | 2020 | 2022 |